# Stactobia makartschenkoi
Stactobia makartschenkoi är en nattsländeart som beskrevs av Lazar Botosaneanu och Levanidova 1988. Stactobia makartschenkoi ingår i släktet Stactobia och familjen smånattsländor. Inga underarter finns listade i Catalogue of Life.